# Saison 5 des Griffin
Chronologie
Saison 4 Saison 6
La cinquième saison de la série d'animation Les Griffin est initialement diffusée aux États-Unis sur le réseau Fox du 10 septembre 2006 au 20 mai 2007, et se compose de dix-huit épisodes. Elle est diffusée en France du 27 août 2008 au 18 décembre 2009 sur Canal+ en clair.
La saison est accueillie d'une manière mitigée de la part de la presse spécialisée qui cite un manque d'innovation dans le scénario. D'autres critiques plus positifs déclarent « aucun signe de fatigue », et « aussi drôle qu'avant. »

## Production

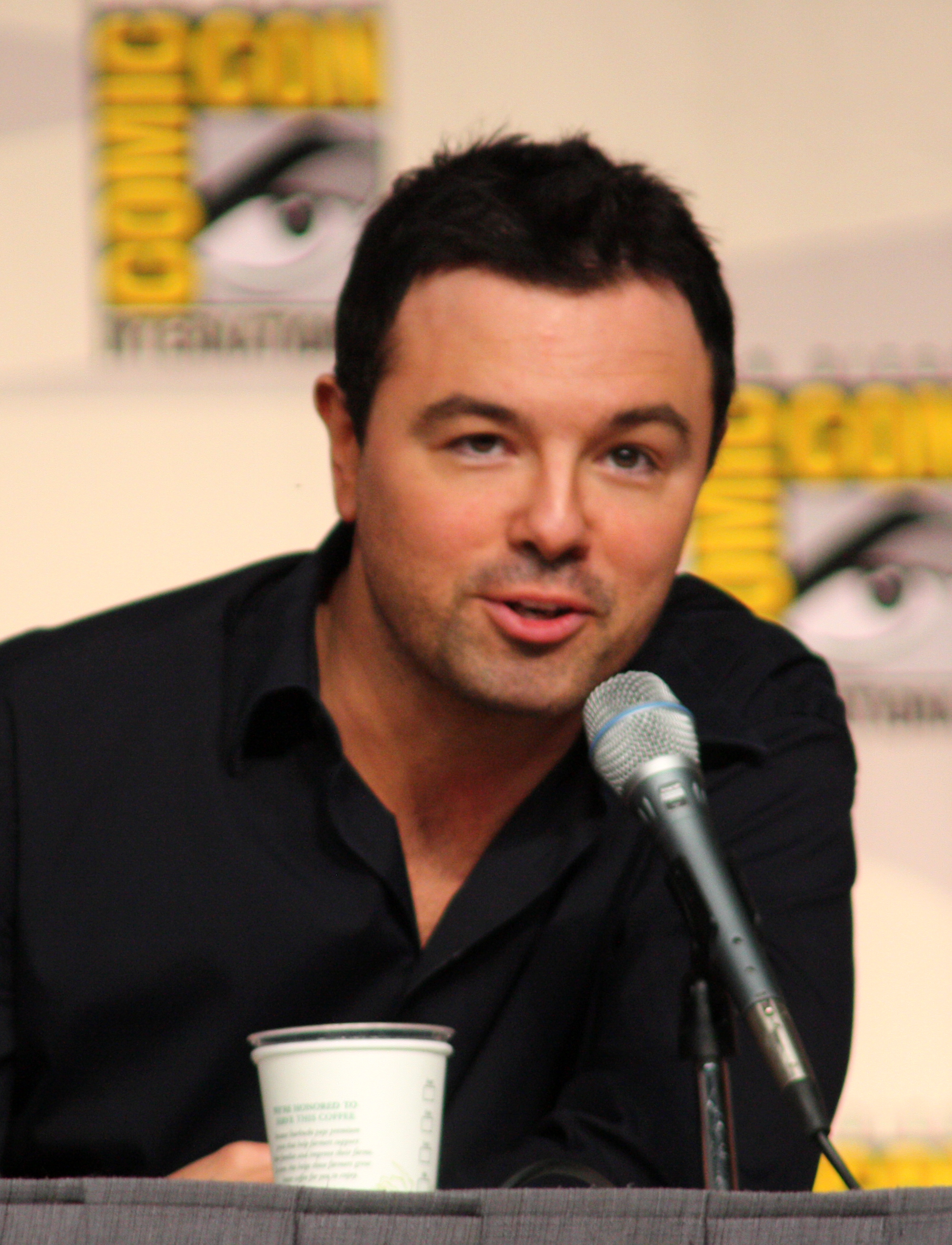
Seth MacFarlane, producteur exécutif de la saison.

La production de la cinquième saison est lancée en 2005 pendant la diffusion de quatrième saison. Les producteurs exécutifs de la série incluent David A. Goodman, Seth MacFarlane, Chris Sheridan, et Danny Smith. Goodman est également showrunner de la saison. Au début de la production, Tom Devanney, Kirker Butler, Cherry Chevapravatdumrong, Alec Sulkin, Wellesley Wild, Patrick Meighan, Danny Smith et les futurs showrunners Mark Hentemann et Steve Callaghan, qui ont participé à la précédente saison, participent à celle-ci. Aucun nouveau scénariste ne participe à l'écriture de la saison. Alex Borstein, qui prête sa voix dans la version originale, au personnage de Lois, s'occupe de l'écriture de l'avant-dernier épisode de la saison Celle que j'aime (It Takes a Village Idiot, and I Married One).
Julius Wu et Brian Iles sont pour la première fois crédités à la réalisation de la saison. Les réalisateurs Mike Kim, James Purdum, Cyndi Tang, Greg Colton, Pete Michels, Zac Moncrief, et John Holmquist participent également à la saison. Il s'agit néanmoins de la dernière saison durant laquelle Dan Povenmire participe avant de créer sa propre série intitulée Phineas et Ferb, qui sera par la suite nommé pour trois Emmy Awards,.
Les voix de la version originale incluent Seth MacFarlane (Peter Griffin, Stewie Griffin, Brian Griffin, Glenn Quagmire, Tom Tucker), Alex Borstein (Lois Griffin, Loretta Brown, Tricia Takanawa, Barbara Pewterschmidt), Mila Kunis (Meg Griffin), Seth Green (Chris Griffin, Neil Goldman) et Mike Henry (Cleveland Brown, Herbert).
De nouveaux personnages récurrents sont inclus dans cette saison. Les personnages de Jillian Fisher, la nouvelle

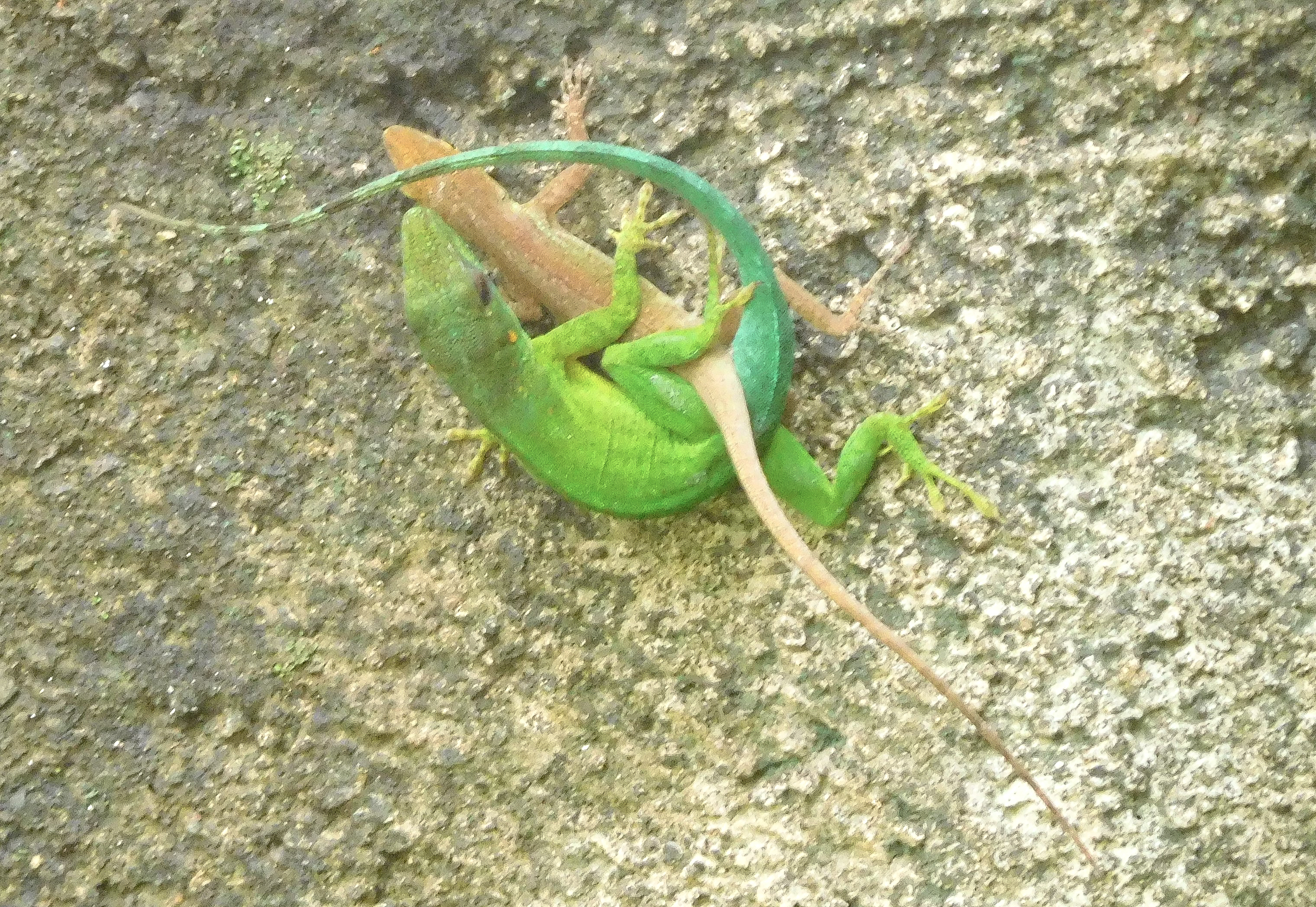

petite copine de Brian, est intronisée dans l'épisode Le bourreau de mes tunes. Il s'agit d'un personnage contradictoire à l'intelligence de Brian,.

## Épisodes
| No. de série | No. dans la saison | Titre                                                        | Réalisation                      | Scénario                      | Date de diffusion (FOX) | Date de diffusion (Canal +) | Date de diffusion (Télétoon) | Code prod. |
| --- | ------------------ | ------------------------------------------------------------ | -------------------------------- | ----------------------------- | ----------------------- | --------------------------- | ---------------------------- | ---------- |
| 81 | 1                  | Le fou du doigt Stewie Loves Lois                            | Mike Kim                         | Mark Hentemann                | 10 septembre 2006       | Inconnue                    | Inconnue                     | 4ACX32     |
| Une épidémie de grippe sévit en ville et Peter se débrouille pour se faire vacciner alors qu'il n'y a pas droit en raison d'une pénurie de vaccins. Son docteur, le médecin Hartman, remarque alors que Peter n'a jamais eu d'examen de la prostate. Peter est révulsé par le toucher rectal et décide de porter plainte, se plaignant de viol, ignorant les explications de Lois. Stewie connait à son tour un traumatisme quand un pitbull s'empare de Rupert, son ours en peluche. Lois arrive à récupérer la peluche et à la recoudre, ce qui émeut le garçonnet qui tombe amoureux de sa mère. Stewie devient un monstre de câlins et de tendresse envers sa mère, mais son caractère collant finit par fatiguer Lois qui commence à en avoir assez. Le procès tourne rapidement à l'avantage du médecin, mais un souvenir refoulé du juge provoque sa condamnation à la surprise générale. Lois est si épuisée qu'elle rêve qu'elle noie Stewie pour être tranquille. Peter célèbre sa victoire avec sa bande mais ses amis se rendent compte que Peter se rend souvent aux toilettes. Il doit subir un examen de la prostate mais personne ne veut réaliser l'examen de peur d'être poursuivi, pas même le docteur McCoy de Star Trek. Lois décide d'ignorer Stewie pour lui faire le caractère. Stewie se détache progressivement, mais une chute dans l'escalier lui remet les idées en place et il recommence à détester sa mère. Peter tente d'avoir de l'aide du docteur Hartman, lui promettant de témoigner en sa faveur en échange de l'examen. |                    |                                                              |                                  |                               |                         |                             |                              |            |
| 82 | 2                  | Toubib or not toubib Mother Tucker                           | James Purdum                     | Tom Devanney                  | 17 septembre 2006       | Inconnue                    | Inconnue                     | 4ACX31     |
| Les Griffin assistent à un show aérien mais perdent Stewie dans la foule. Brian le retrouve en faisant un appel via un micro d'une radio retransmettant le show. Sa voix est remarquée par les animateurs qui lui proposent une émission sur la station locale. La famille a la surprise d'avoir la visite de la mère de Peter, qui annonce à ce dernier qu'elle a quitté Francis en raison de son impuissance sexuelle. Brian fait une bonne émission, mais le patron veut annuler son show pour manque d'audience. Un appel de Stewie en direct sauve l'émission en raison de son caractère humoristique. Thelma Griffin drague à une réunion de célibataire et séduit Tom Tucker qui se retrouve rapidement dans son lit, au grand dam de Peter. Peter a du mal à accepter la liaison de sa mère, mais Tom commence à se conduire comme un véritable père de substitution envers Peter pour se faire accepter. Stewie remet l'émission de Brian au goût du jour, usant et abusant de slogans audios énervants qui font un carton. Peter commence une véritable régression infantile envers Tom qu'il se met à considérer comme étant le père aimant qu'il n'a jamais eu. Brian est content de sa notoriété mais la visite d'un invité de prestige qu'il avait oublié lui fait prendre conscience de la dérive de son émission, qu'il décide d'abandonner. Thelma elle repart, ne voulant pas d'une relation à long terme, mais juste un étalon pouvant la satisfaire de temps en temps. Peter fait une crise que Tom a du mal à calmer. La visite de Jack Tucker fait prendre conscience à Peter qu'il n'a plus besoin d'un père et que Tom devrait plus se consacrer à son véritable fils. |                    |                                                              |                                  |                               |                         |                             |                              |            |
| 83 | 3                  | Saturday Night rêveur Hell Comes to Quahog                   | Dan Povenmire                    | Kirker Butler                 | 24 septembre 2006       | Inconnue                    | Inconnue                     | 4ACX33     |
| Peter et sa bande se saoulent comme d'habitude mais Peter doit prendre sa fille à la patinoire. Le quatuor cuve lentement en patinant, mais ils repartent en oubliant Meg qui rentre par ses propres moyens. Elle réclame sa propre voiture, mais Peter flashe sur un tank à la place. Meg arrive cependant à prendre des leçons mais elle manque d'écraser Joe, qui confisque l'engin. Ulcérée, Meg décide de trouver un emploi pour se payer sa propre voiture. Elle trouve un poste dans un supermarché où elle donne rapidement satisfaction. Mais le supermarché a provoqué la ruine des petits commerçants, qui commencent à protester. Peter se joint au mouvement quand la brasserie ferme en raison de la concurrence déloyale du supermarché, qui de plus détourne tout le courant de la ville en pleine vague de chaleur. Peter entre dans le magasin pour convaincre les acheteurs de boycotter l'endroit mais il tombe amoureux du magasin et se fait engager, sous l'autorité de Meg. Peter fait rapidement assez d'idioties pour forcer la direction à le renvoyer, mais Meg ne peut se résoudre à virer son propre père, et elle préfère démissionner. Brian et Stewie, eux, règlent leurs comptes à la grande surface à l'aide du tank repris à Joe et de quelques obus bien placés. - Références culturelles : Le titre est repris de l'album Saturday Night Fever de Bee Gees. |                    |                                                              |                                  |                               |                         |                             |                              |            |
| 84 | 4                  | Sauvons le soldat Brian Saving Private Brian                 | Cyndi Tang                       | Cherry Chevapravatdumrong     | 5 novembre 2006         | Inconnue                    | Inconnue                     | 4ACX34     |
| Chris est impressionné par une présentation de l'armée au lycée, ce qui inquiète Brian et ses parents. Peter pousse Chris à prendre une activité extrascolaire pour qu'il cesse de penser à l'armée, mais rien ne plait à Chris. Peter pousse son fils à entrer dans un groupe de rock. Brian décide de se rendre dans un bureau de recrutement de l'armée pour y faire part de ses critiques, mais le temps d'attente est trop long et il doit remettre de l'argent dans le parcmètre. Stewie en profite pour signer son engagement, et celui de Brian pour faire bonne mesure. Brian a du mal avec la période des classes mais Stewie pousse son ami à terminer au moins une chose commencée dans sa vie. Brian relève le défi et termine avec succès sa période d'entrainement. Chris fait un malheur avec le groupe, mais les répétitions sont pénibles pour ses parents. Brian et Stewie sont envoyés en Irak dès la fin de leur entrainement. Ils tentent de se faire réformer en s'embrassant en public, mais même se tirer dessus ne permet pas leur retour anticipé. Lois pense que son fils est victime des paroles violentes du rock, et elle part à la recherche de Marilyn Manson, qu'ils ramènent à la maison pour qu'il fasse entendre raison à Chris. Brian et Stewie sont eux rapatriés quand le conflit irakien prend officiellement fin. - Références culturelles : Le titre est repris du film Il faut sauver le soldat Ryan. |                    |                                                              |                                  |                               |                         |                             |                              |            |
| 85 | 5                  | Le bourreau de mes tunes Whistle While Your Wife Works       | Greg Colton                      | Steve Callaghan               | 12 novembre 2006        | Inconnue                    | Inconnue                     | 4ACX35     |
| Quagmire ramène des feux d'artifice de ses vacances et Peter s'explose la main avec. La famille retrouve rapidement les doigts que Peter se faire regreffer. Pour fêter cela, Peter emmène ses amis se murger sur les lieux de son travail. Stewie découvre que Brian a une liaison, et il arrive à se la faire présenter. Jillian est en effet très belle, mais incroyablement stupide. Peter doit trouver un moyen d'améliorer sa productivité sous peine de licenciement, et Lois accepte de l'aider le temps que sa main guérisse. Brian admet que Jillian n'est pas très brillante, mais que ses charmes compensent les manques. Peter drague sa femme au travail, et Lois finit par trouver le sexe au travail géant. Stewie fait en sorte d'inviter Jillian chez les Griffin pour humilier Brian, ce dont Lois s'amuse. Brian se rend compte que Jillian est trop bête pour lui, mais malgré l'insistance de Stewie, il se révèle incapable de rompre. |                    |                                                              |                                  |                               |                         |                             |                              |            |
| 86 | 6                  | Je t'aime my lobe Prick Up Your Ears                         | James Purdum                     | Cherry Chevapravatdumrong     | 19 novembre 2006        | Inconnue                    | Inconnue                     | 5ACX01     |
| Chris profite d'une vitrine brisée pour se procurer des films pornos avec des amis. Mais Lois surprend son fils et confisque la vidéo. Elle découvre que le lycée a renvoyé le prof d'éducation sexuelle pour faire des économies. Lois décide de prendre le poste à titre bénévole. Stewie perd sa première dent de lait et apprend l'existence de la petite souris (la fée des dents, en VO). Lois est ulcérée de voir son cours supprimé en raison de l'opposition des parents de parler contraception aux lycéens. Ces derniers se voient proposer à la place une conférence évangélique promouvant la virginité jusqu'au mariage. Stewie lui veut empêcher le passage de la petite souris mais son premier échec ne le décourage pas. Meg décide de participer au mouvement de chasteté, mais son petit ami récemment rencontré à la conférence commence à s'impatienter. Stewie se met à voler des dents pour attirer la petite souris afin de la tuer. Peter, effrayé par la propagande évangélique, décide de porter une ceinture de chasteté. En colère, Lois surprend Meg à se faire introduire dans l'oreille pour ne pas violer son serment de rester vierge. Elle tente de lui expliquer les fondements du sexe normal mais Meg n'en a cure. Brian lui découvre que Jillian fait des crises de boulimie, ce qui intéresse Stewie quand il apprend qu'elle perd des dents à cause de ça. Lois est outrée que Peter essaye de lui pénétrer l'oreille, et elle reprend les choses en main. Pris à un piège de Stewie, Brian préfère avouer à ce dernier que la petite souris n'existe pas, qu'elle n'est qu'une invention des parents pour consoler les jeunes enfants de la perte de ses premières dents. Mais la dent a tout de même disparue, prise par un pervers sexuel qui jouit de se rouler dans un énorme tas de dents. Lois manœuvre pour pénétrer au lycée malgré son interdiction d'approcher et arrive à convaincre les jeunes d'user de préservatifs. Meg est cependant triste que son petit ami l'ai plaquée une fois qu'il l'ait vue nue. |                    |                                                              |                                  |                               |                         |                             |                              |            |
| 87 | 7                  | Mort aux tâches Chick Cancer                                 | Pete Michels                     | Alec Sulkin et Wellesley Wild | 26 novembre 2006        | Inconnue                    | Inconnue                     | 5ACX02     |
| Stewie est sous le choc à l'annonce du retour d'Olivia, dont la carrière californienne connait un creux. Lois arrive elle à entrainer Peter à voir un film de filles, qu'il apprécie à sa grande surprise. Stewie essaye d'humilier Olivia mais il tombe à nouveau sous le charme de la fillette. Olivia lui colle un râteau car elle désire fréquenter des garçons plus matures. Stewie tente de se conduire de façon plus adulte. Sa nouvelle stratégie fonctionne à merveille pendant que Peter fait une overdose de films de filles et décide d'en réaliser un. Stewie et Olivia se comportent de plus en plus comme un véritable couple, incluant les scènes de jalousie quand Olivia retrouve un ancien collègue, ce qui irrite Stewie, avant qu'il ne l'épouse devant son nounours Rupert. Olivia trouve cependant que Stewie se comporte comme un gamin. Le film de Peter est un véritable désastre, alors que Stewie se résigne à plaquer Olivia. La trouvant en compagnie de son ancien collègue, Stewie met le feu à sa maison de carton avec Olivia à l'intérieur... Stewie annonce alors à Brian qu'il préférerait recommencer tout cela, mais avec un homme à la place. |                    |                                                              |                                  |                               |                         |                             |                              |            |
| 88 | 8                  | Ni sainte, ni touche Barely Legal                            | Zac Moncrief                     | Kirker Butler                 | 17 décembre 2006        | Inconnue                    | Inconnue                     | 5ACX03     |
| Voyant le film À la poursuite du diamant vert, le maire de Quahog s'imagine voir un reportage en direct et envoie toute la police de la ville au secours des acteurs en Amérique du Sud. Peter en profite pour voler une girafe au zoo, mais il doit la rapporter sur l'ordre de Lois. Meg déprime à nouveau car elle n'a pas de cavalier pour le bal. Désireux d'échapper à une soirée avec Jillian, Brian offre de l'accompagner. Peter apprend que l'académie de police recrute des remplaçants et se porte candidat avec ses amis. Brian arrive à supporter la soirée avec Meg à l'aide d'alcool. Bourré, Brian arrive à sauver l'honneur de Meg qui se faisait incendier par la fille la plus populaire du lycée et ils finissent par s'embrasser. Le lendemain, Meg n'a pas oublié et se comporte comme sa petite amie au grand dam de Brian qui ne sait pas comment rompre. Brian tente de lui faire comprendre qu'ils ne devraient rester qu'amis, ce qui rend Meg dingue au point de faire manger ses cheveux à Brian. Peter est rapidement diplômé policier, ce qui excite beaucoup Lois. Cette dernière est cependant furieuse quand Brian admet avoir embrassé Meg. Mis en demeure de clarifier la situation, Brian se fait séquestrer par Meg. Lois apprend ce que sa fille a fait et la famille se met à la recherche de Meg. Cette dernière finit par admettre sa folie et relâche Brian. Quagmire se dévoue pour faire la leçon à Meg et il arrive à lui faire comprendre qu'agir avec précipitation ne servirait à rien. |                    |                                                              |                                  |                               |                         |                             |                              |            |
| 89 | 9                  | La roue de l'amertume Road to Rupert                         | Dan Povenmire                    | Patrick Meighan               | 28 janvier 2007         | Inconnue                    | Inconnue                     | 5ACX04     |
| Lors d'un vide-grenier, Brian vend par mégarde Rupert à un voisin qui déménage juste après. Stewie est triste d'avoir perdu son nounours. Peter lui perd son permis de conduire car il s'est amusé à faire une cascade avec les voitures du voisinage. Stewie part à la recherche de son nounours quand Brian lui avoue son erreur. Lois en ayant assez d'avoir Peter à la maison, elle désigne Meg comme étant son chauffeur pour s'en débarrasser. Stewie découvre que le voisin est parti pour le Colorado et part pour Aspen. Meg en a assez de la bande à son père et passe ses nerfs sur un automobiliste qu'elle emboutit avant de le tabasser copieusement, ce qui impressionne favorablement Peter. Ayant loué un hélico, Stewie et Brian arrivent à la nouvelle adresse de l'acheteur. Mais ce dernier refuse de revendre le nounours. Stewie défie l'acheteur à une course de ski. Peter et Meg passent leur temps à faire les terreurs au volant jusqu'au moment où Peter récupère son permis. Sa liberté retrouvée, Peter décide de garder son amitié nouvelle pour sa fille. Malgré les pièges tendus, Stewie perd la course, mais il vole le nounours et repart avec Brian sans aucun remords. |                    |                                                              |                                  |                               |                         |                             |                              |            |
| 90 | 10                 | Mon père ce zéro Peter's Two Dads                            | Cyndi Tang                       | Danny Smith                   | 11 février 2007         | Inconnue                    | Inconnue                     | 5ACX05     |
| La famille s'apprête à célébrer les 17 ans de Meg. Lors de la fête, Peter se murge pour faire le clown et écrase Francis qui était venu à la réception. Le père de Peter agonise à l’hôpital, en colère contre son fils à qui il déclare qu'il n'est qu'un soulot avant de mourir. Peter se jure de ne plus boire d'alcool et commence à prendre du crack pour compenser. Brian le pousse à savoir ce qui le pousse à boire et Peter va chez un hypnothérapeute chez qui il se souvient que Francis lui avait dit qu'il n'était pas son père des années auparavant. Se renseignant auprès de sa mère, Peter apprend qu'en effet il est né d'une relation de passage avec un irlandais lors de vacances en Irlande. Stewie lui est traumatisé quand Lois lui donne une fessée pour calmer sa phase possessive obsessionnelle. Peter part pour l'Irlande retrouver Mickey Mc Flannigan, son vrai père. Stewie lui commence à chercher une relation sado-masochiste avec sa mère mais cette dernière s'est jurée de ne plus jamais le frapper. Peter retrouve son père mais ce dernier ne le reconnaît pas comme étant son fils, le jugeant trop fragile. Peter le défie à un concours de picole pour prouver ses dires. La réserve de whisky en prend un coup et Peter l'emporte, s'écroulant ivre-mort une seconde après son père, ce qui lui assure son respect et son amour paternel. |                    |                                                              |                                  |                               |                         |                             |                              |            |
| 91 | 11                 | Le bronzé fait du riz The Tan Aquatic with Steve Zissou      | Julius Wu                        | Mark Hentemann                | 18 février 2007         | Inconnue                    | Inconnue                     | 5ACX06     |
| Peter emmène Stewie au golf et oublie de lui mettre sa crème solaire. Stewie se retrouve tout bronzé et commence à aimer ce nouveau look. Chris est vexé que le vieil Herbert se soit abonné à un autre journal, apporté par un garçon encore plus mignon selon le vieux pervers. Chris tente de regagner la clientèle de Herbert mais il se fait botter les fesses par son rival. Stewie travaille son look hyper bronzé, ce qui énerve Lois. Peter prend la défense de son fils et part faire la morale au rival, mais il finit par le tabasser. Stewie s'enferme dans une cabine à UV et Brian l'oublie alors qu'il devait l'en faire sortir. Peter est sommé de s'excuser pour éviter le procès. Le rival accepte les excuses et les deux finissent par se lier d'amitié. Peter se souvient d'avoir été un enfant brimé, et il décide de devenir un tyran d'école pour ne plus être une victime. Stewie lui découvre un grain de beauté inquiétant et il s'imagine avoir un cancer. Il panique en attendant les résultats définitifs et Brian s'en amuse. Peter finit par rechercher le tyran qui l'a traumatisé dans son enfance pour prendre sa revanche. Il le retrouve mais ce dernier est atteint de sclérose en plaques et Chris décide de le protéger de la vengeance de son père, qui finit par se montrer fier de son fils. |                    |                                                              |                                  |                               |                         |                             |                              |            |
| 92 | 12                 | Un manche pour deux Airport '07                              | John Holmquist                   | Tom Devanney                  | 4 mars 2007             | Inconnue                    | Inconnue                     | 5ACX08     |
| Peter assiste à un spectacle de comiques Rednecks, et il décide de vivre selon les principes des pires blaireaux, incluant la tentative d'inceste, ce qui fatigue vite la famille. Peter détruit la voiture de Quagmire et il l'emmène en catastrophe à l'aéroport, ou il a l'idée idiote de faire le plein avec le kérosène de l'avion de Quagmire qui manque de s'écraser faute de carburant. Glenn est renvoyé et il perd sa maison, étant incapable de continuer à la payer. Les Griffin accueillent Quagmire mais son tempérament d'obsédé finit par lasser. Peter veut aider Glenn dans la recherche d'emploi mais rien ne lui convient en dehors du métier de pilote. Peter décide de monter un faux crash pour faire de Glenn un héros et lui rendre son emploi. Mais Glenn rate l'avion car il préfère baiser une hôtesse au sol. Quagmire pense que tout est perdu mais un dialogue avec Hugh Hefner lui remonte le moral et il dirige Peter par radio, ce qui lui permet de sauver tous les passagers. |                    |                                                              |                                  |                               |                         |                             |                              |            |
| 93 | 13                 | La pieuvre par neuf Bill and Peter's Bogus Journey           | Dominic Polcino                  | Steve Callaghan               | 11 mars 2007            | Inconnue                    | Inconnue                     | 5ACX07     |
| Les Griffin font une sortie au parc aquatique et Peter embête une pieuvre géante. Lois elle en a assez que Brian se soulage dans le jardin et elle veut qu'il apprenne à se servir des toilettes. Peter veut se muscler pour ne plus à avoir à craindre les mollusques de grande taille. Brian et Stewie sont dubitatifs devant les WC. Peter rencontre Bill Clinton dont la voiture a éclaté un pneu et se blesse au dos en voulant soulever la voiture en lieu et place du cric. Peter déprime car il a compris qu'il commence à vieillir et Bill l'emmène faire la tournée des grands ducs pour lui remonter le moral. Brian se retrouve avec des couches car il ne peut se résoudre à user des toilettes. Lois estime que Bill a une mauvaise influence et elle essaye de mettre fin à leur relation mais sans trop savoir comment, elle se retrouve à baiser avec lui. Brian lui arrive à faire croire à la famille qu'il utilise les toilettes alors qu'en réalité il va faire ses besoins en cachette dans le jardin du maire. Lois est sidérée de ce qu'elle a fait et elle ne nie pas son infidélité quand Peter les surprend. Ce dernier part vivre chez Quagmire pendant que Lois cherche un moyen de se racheter. Elle propose à son mari d'avoir une relation sexuelle avec la femme qu'il voudra pour équilibrer les choses, proposition que Peter accepte, et il jette son dévolu sur sa belle-mère. Lois accepte de faire passer le message et est surprise de l'accord de sa mère. La soirée commence mais Peter ne peut se résoudre à tromper sa femme malgré sa faute, et il préfère lui pardonner tout simplement. Il s'en retourne mettre un terme à son amitié avec Bill Clinton mais sans trop savoir comment, il se retrouve à son tour dans son lit. |                    |                                                              |                                  |                               |                         |                             |                              |            |
| 94 | 14                 | Les roues de la poire No Meals on Wheels                     | Greg Colton                      | Mike Henry                    | 25 mars 2007            | Inconnue                    | Inconnue                     | 5ACX09     |
| Peter en a assez de voir Mortimer lui emprunter des choses et il finit par construire un épouvantail en costume de SS pour le faire fuir. Peter tombe sous le charme d'un pyjama en laine rouge et se décide à le porter continuellement, ce qui énerve la famille car cela charge Peter d'électricité statique et ce dernier en profite un maximum. Lois finit par supprimer toute la moquette de la maison et elle découvre dessous une pièce de monnaie ancienne qu'ils revendent une fortune. Peter et Lois peuvent réaliser leur rêve d'ouvrir un restaurant. L'ouverture se passe bien et Peter croit capter la clientèle des policiers quand Joe lui demande s'il peut utiliser le restaurant pour son club mais il revient avec des amis handicapés, ce que Peter refuse pour garder une bonne image à son restaurant malgré l'afflux d'argent que cela provoque. Peter finit par leur interdire l'entrée et la bagarre provoquée ruine le bâtiment. Enseveli sous une tonne de gens handicapés, Peter doit passer 15 jours dans un fauteuil roulant, ce qui lui fait comprendre finalement combien la vie d'un handicapé peut être éprouvante. Peter finit par aller s'excuser auprès de Joe. |                    |                                                              |                                  |                               |                         |                             |                              |            |
| 95 | 15                 | La musique adoucit les pleurs Boys Do Cry                    | Brian Iles                       | Cherry Chevapravatdumrong     | 29 avril 2007           | Inconnue                    | Inconnue                     | 5ACX10     |
| Lois passe une audition pour devenir organiste d'église et elle obtient la place assez facilement. Cela oblige la famille à retourner à l’Église de façon régulière. Mais Stewie vomit après avoir mangé une hostie, ce qui pousse les paroissiens à le croire possédé du démon et la famille doit fuir la foule en colère, une fois Stewie grimé en fille pour dérouter les poursuivants. Les Griffin se réfugient au Texas chez la sœur de Lois. L'accueil des nouveaux voisins se passe très bien et les Griffin se fondent lentement dans la mentalité texane. Lois cache la nouvelle de l'abandon de la recherche pour pouvoir rester chez sa sœur où elle trouve une meilleure ambiance pour sa famille. Même Brian trouve des charmes aux armes à feu et se soucie peu de rentrer. Stewie lui trouve amusant de participer à un concours de mini-miss pendant que Meg et Chris volent un slip à George Bush Jr. pour réussir leur admission dans le club de l'école. Brian apprend par Jillian la vérité sur l'abandon des poursuites et cela le met en colère. Peter lui ne veut pas partir mais il doit fuir quand ses nouveaux amis apprennent qu'il est attardé mental, ce qui au Texas le conduit d'office à la chaise électrique. Peter s'échappe avec l'aide de son cheval alors que Stewie remporte le titre de miss. Mais la chute de sa perruque lui fait perdre son titre et toute la famille repart pour le Rhode Island. |                    |                                                              |                                  |                               |                         |                             |                              |            |
| 96 | 16                 | Le bal des délits blancs No Chris Left Behind                | Pete Michels                     | Patrick Meighan               | 6 mai 2007              | Inconnue                    | Inconnue                     | 5ACX11     |
| Lois emmène la famille voir un ballet, ce qui ne ravit personne à part elle. Peter passe le temps à envoyer des SMS à Quagmire qui se trouve aussi contraint de suivre le spectacle. Brian se rend compte que Chris doit étudier avec des livres du XIXe siècle par manque de moyens. Pour avoir des subsides de l’État, le lycée doit augmenter la moyenne des élèves en renvoyant son élève le moins doué et Chris est exclu pour permettre à ses camarades d'avoir des livres neufs. Lois tente de trouver une autre école pour son fils mais elle doit se résoudre à le placer dans une école privée auprès de ses parents. Chris tente de s'intégrer mais ses condisciples lui font sentir ses origines modestes. Lois obtient alors que Chris soit intégré dans une confrérie secrète afin d'améliorer les choses mais l'académie demande des frais exorbitants et la famille se tue au travail pour payer l'école, Lois et Meg allant jusqu'à se prostituer. Chris est content de ses nouveaux amis mais savoir ses parents se tuer à la tache le rend malade. Chris préfère que son grand-père use de son influence pour le faire réintégrer dans son ancien lycée. |                    |                                                              |                                  |                               |                         |                             |                              |            |
| 97 | 17                 | Celle que j'aime It Takes a Village Idiot, and I Married One | Zac Moncrief                     | a.bo                          | 13 mai 2007             | Inconnue                    | Inconnue                     | 5ACX12     |
| La famille part passer le week-end dans le chalet de Quagmire mais ils se trompent de jour et surprennent Glenn en pleine action. La famille se rabat sur le lac mais ils attrapent tous une maladie de peau en raison de la pollution qui détruit lentement le plan d'eau. En raison de la corruption du maire qui laisse la raffinerie déverser ses boues toxiques en échanges d'huile pour ses cheveux, Lois décide de se présenter contre lui et elle remporte le poste après une très dure campagne ou les coups bas ne manquent pas, promettant de nettoyer le lac. Lois tient sa promesse mais peu à peu elle succombe à la facilité quand un industriel lui offre d'être moins regardante sur la propreté du lac en échange de menus services. Lois a des scrupules mais elle cède de plus en plus à la corruption quand elle craque sur un manteau de fourrure, ignorant les avertissements de Brian. Lois se rend compte à quel point le poste l'a changée et elle démissionne, rendant son ancien poste à Adam West qui abat sans coup férir tous ceux qui se demandent si une nouvelle élection n'est pas nécessaire. |                    |                                                              |                                  |                               |                         |                             |                              |            |
| 98 | 18                 | La mort aux rousses Meet the Quagmires                       | Dan Povenmire et Chris Robertson | Mark Hentemann                | 20 mai 2007             | Inconnue                    | Inconnue                     | 5ACX13     |
| Peter se lamente de sa vie d'homme marié car il estime n'avoir pas vécu longtemps assez intensément avant de demander Lois en mariage. Peter demande à la Mort s'il peut le renvoyer dans le passé pour qu'il puisse s'éclater un max avant de faire sa proposition à Lois. La Mort le renvoie à ses 18 ans ou il fait la fête, négligeant Lois qu'il vient juste de rencontrer. A son retour dans le présent, Peter se rend compte que les choses ont changé : Lois a épousé Quagmire et Peter est marié à Molly Ringwald, une actrice canadienne. Peter apprend qu'en négligeant Lois ce soir-là il a perdu ses chances de se marier avec. Brian se rend compte que les choses ont changé en mieux pour l'Amérique, Bush Jr n'ayant jamais été élu président mais Peter n'en a cure et veut repartir dans le passé pour s'empêcher de négliger le rendez-vous de Lois. Bonne pâte, la Mort accepte de refaire partir Peter vers le passé mais ce dernier en profite pour accumuler les âneries et la Mort lui annonce une ultime tentative avant de laisser sa vie en l'état, quelle qu'elle soit. Peter fait des pieds et des mains pour que Lois l'embrasse à la soirée dansante en lieu et place de Glenn, parodiant le film « Retour vers le futur ». Lois rejette Peter mais ce dernier fait le coup de poing et envoie Glenn à l'hôpital, forçant Lois à l'embrasser. Impressionnée par la force brute de Peter, Lois accepte sa demande en mariage, remettant la vie de Peter dans son cours normal à l'exception que Roger, d'American Dad semble désormais vivre chez les Griffin (au lieu des Smith) et demande qui a mangé tout le gâteau. |                    |                                                              |                                  |                               |                         |                             |                              |            |

## Invités spéciaux
- Roger de American Dad!
- Yogi l'ours et Boo-Boo